# 福岡県道222号宇島港線
福岡県道222号宇島港線（ふくおかけんどう222ごう うのしまこうせん）は、福岡県豊前市を通る一般県道である。

## 概要
宇島港から八屋を結ぶ。周辺は豊前市の工業地帯であり、宇島港に積み出しに向かう大型車の通行も多い。

### 路線データ
- 起点：福岡県豊前市大字宇島（宇島港）
- 終点：福岡県豊前市大字八屋（発電所入口交差点、大分県道・福岡県道113号中津豊前線交点）

## 地理

### 通過する自治体
- 豊前市

### 交差する道路
| 交差する道路                      | 交差する場所 | 交差する場所            |
| --------------------------------- | ------------ | ----------------------- |
| 福岡県道・大分県道113号中津豊前線 | 大字八屋     | 発電所入口交差点 / 終点 |

### 交差する鉄道
- 日豊本線

### 沿線
- 宇島港
- JR九州日豊本線 宇島駅
- 豊前発電所